# Flexocentrus felinus
Flexocentrus felinus är en insektsart som beskrevs av George Darby Haviland 1925a . Flexocentrus felinus ingår i släktet Flexocentrus och familjen hornstritar. Inga underarter finns listade i Catalogue of Life.